# المشانية (جحانة)

تعديل مصدري - تعديل

المشانية هي إحدى قرى عزلة حضر بمديرية جحانة التابعة لمحافظة صنعاء، بلغ تعداد سكانها 591 نسمة حسب تعداد اليمن لعام 2004.